# Portret sarmacki

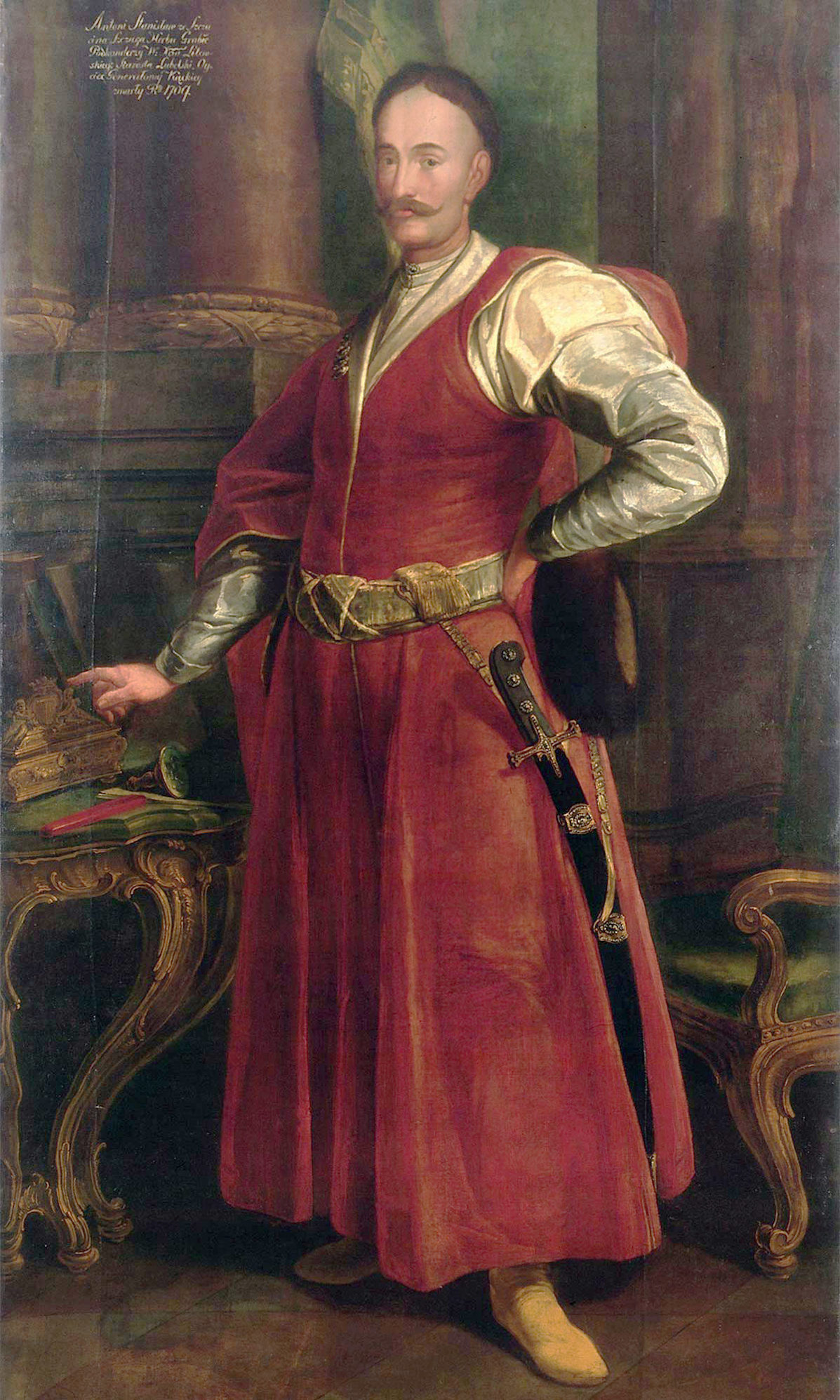
Popularny, imaginacyjny portret Stanisława Antoniego Szczuki, ok. 1735-1740, nieznanego autora, pałac w Wilanowie, galeria

Portret sarmacki – gatunek malarstwa portretowego typowy dla polskiej sztuki barokowej, przedstawiający szlachtę i magnatów. 
Był to rodzaj obrazu przedstawiający postać szlachcica, który z reguły stoi przy stoliku ubrany w reprezentujący strój z zazwyczaj herbem rodowym. Czasami obok namalowanego szlachcica były napisy informujące o jego stanowisku i godnościach. Obok: buława, księga, krucyfiks lub inny symbol urzędu Sarmaty.
Portrety sarmackie charakteryzowały się linearyzmem, dwiema płaszczyznami
zdecydowanych barw, akcentowaniem
zdobnictwa ubiorów i akcesoriów, a także ostrym realizmem, tj. brakiem idealizacji modela.
Specyficznym rodzajem malarstwa sarmackiego był portret trumienny.